# Дрогошув
Дрогошув (пол. Drogoszów, нім. Neusorge) — село в Польщі, у гміні Ламбіновиці Ниського повіту Опольського воєводства. Населення — 161 особа (2011).

## Демографія
Демографічна структура станом на 31 березня 2011 року:
|          | Загалом | Допрацездатний вік | Працездатний вік | Постпрацездатний вік |
| -------- | ------- | ------------------ | ---------------- | -------------------- |
| Чоловіки | 74      | 20                 | 49               | 5                    |
| Жінки    | 87      | 16                 | 51               | 20                   |
| Разом    | 161     | 36                 | 100              | 25                   |